# Анджей Котковський
Анджей Котковський (пол. Andrzej Kotkowski; 17 лютого 1940, Львів — 16 січня 2016, Варшава, Польща) — польський кінорежисер і сценарист.

## Життєпис
Анджей Котковський здобув юридичну освіту на факультеті права Ягеллонського університету в Кракові у 1964 році. У 1968 році він закінчив продюсерський факультет Вищої школи кіно, телебачення і театру в Лодзі. Дебютував у 1973 році телевізійним фільмом «Черепаха» за оповіданням Марека Новаковського. Після роботи над новелою «Суперечка» у колективному та суперечливому фільмі «Картини життя» та телевізійним фільмом «Гра всіх» він створив у 1980 році відомий фільм «Олімпіада 40», а через рік — стрічку «Тихі роки». Серед інших значущих робіт — «Старий панський дім, або незалежність трикутників» за драмою Станіслава Ігнація Віткевича та відзначений нагородами фільм «Громадянин Піщик» із Єжи Штуром у головній ролі, який є продовженням фільму «Щасливий випадок» Анджея Мунка. До 1989 року Котковський був режисером, пов’язаним із кінематографічною групою Zespół Filmowy „X”, часто співпрацюючи з Анджеєм Вайдою. Він також був автором кількох телесеріалів і очолював Академію кіно і телебачення у Варшаві, де викладав режисуру. У 2010 році Котковський працював режисером над створенням першого польського фільму в 3D — «Варшавська битва. 1920».
На зйомках фільму «Колумби» він познайомився зі своєю майбутньою дружиною Галиною Голонько. У них народилося двоє дітей: син Іґнацій та донька Габріела. Похований у Військовому парку Повонзки у Варшаві (ділянка кладовища A34-8-21).

## Фільмографія

### Режисер
- 1970 — «Колумби» (співпраця в режисурі)
- 1970 — «Сімейне життя» (співпраця в режисурі)
- 1972 — «Таємниця великого Христофора» (співпраця в режисурі)
- 1975 — «Кадри з життя»
- 1978 — «Гра на все» (про кар’єру Г. Цесліка)
- 1980 — «Олімпіада ’40»
- 1981 — «Спокійні роки»
- 1984 — «У старому маєтку, або незалежність трикутників» за оповіданням Віткація
- 1988 — «Громадянин Пищик» за прозою Є. С. Ставінського
- 1990 — «Корчак» (співпраця в режисурі)
- 1992 — «Перстень з орлом у короні» (співпраця в режисурі)
- 1993 — «Адвокатська команда»
- 1999 — «Всі гроші світу» за романом А. Потемковського
- 2001 — «Жіноча гардеробна» (епізоди: 1–4)
- 2002 — «Собаче серце» (епізоди: Белла, Фіодор, Таміно, Платон, Оскар)
- 2005 — «Іспит із життя» (епізоди: 57–62, 80–82, 87–90, 95–97)
- 2009 — «Місто з моря» за романом С. Фляшарової-Мускат
- 2011 — «Варшавська битва. 1920» (співпраця в режисурі)

### Другий режисер
- 1971 — «Третя частина ночі»
- 1972 — «Весілля»
- 1974 — «S.O.S.»
- 1974 — «Земля обітована»
- 1975 — «Земля обітована»
- 1976 — «Польські шляхи» (епізоди: 1–6)
- 2006 — «Польські свята» (епізод: «Кохання в підземному переході»)
- 2009 — «Менше зло»
- 2010 — «Мала матура 1947»
- 2013 — «Закрита система»

### Сценарист
- 1970 — «Тиха ніч, свята ніч»
- 1973 — «Черепаха»
- 1973 — «Слідство»
- 1975 — «Кадри з життя» (не зазначений у титрах)
- 1981 — «Спокійні роки» (не зазначений у титрах)
- 1984 — «У старому маєтку, або незалежність трикутників»
- 1984 — «Сім бажань»
- 1988 — «Громадянин Пищик»
- 1992 — «Перстень з орлом у короні»
- 1998 — «Сабіна» (ідея)
- 2009 — «Місто з моря»

### Актор
- 1967 — «Йовіта»
- 1970 — «Березняк» (чоловік, що супроводжує брата власниці фортепіано)
- 1978 — «Навчання літати»
- 1988 — «Ошеломлення» (режисер Германн Кубіцький)
- 2006 — «Польські свята» (оператор телебачення «Гей»)
- 2010 — «Мала матура 1947» (старший міліціонер)

## Нагороди
- 1980 — Золотий Лавр Польського олімпійського комітету за фільм «Олімпіада ’40»
- 1982 — Нагорода Президента Франції на Міжнародному фестивалі спортивних фільмів у Ренні за фільм «Олімпіада ’40»
- 1984 — Нагорода за режисуру фільму «Громадянин Пищик» на Фестивалі польських художніх фільмів у Гдині